# Wong Yung-Kan
Wong Yung-Kan (Hongkong, 10 augustus 1951) (jiaxiang: Guangdong, Huizhou, Huiyang 廣東惠州惠陽) is lid van de Legislative Council van Hongkong (Legco). Hij representeert de landbouw en visserij-industrie in de legislative council. Hij is ook lid van de Tai Po District Council 大埔區議員. Hij heeft de titel Silver Bauhinia Star en Justice of the Peace gekregen voor zijn verdiensten voor de Tai Po'se bevolking.
Yung-Kans beroep is visser en lid van de Democratic Alliance for the Betterment and Progress of Hong Kong 民主建港協進聯盟. Verder heeft hij twee zonen en één dochter. Zijn oudste zoon houdt zich bezig met literatuur en zijn tweede zoon is ondernemer.